# Fujifilm FinePix S5600

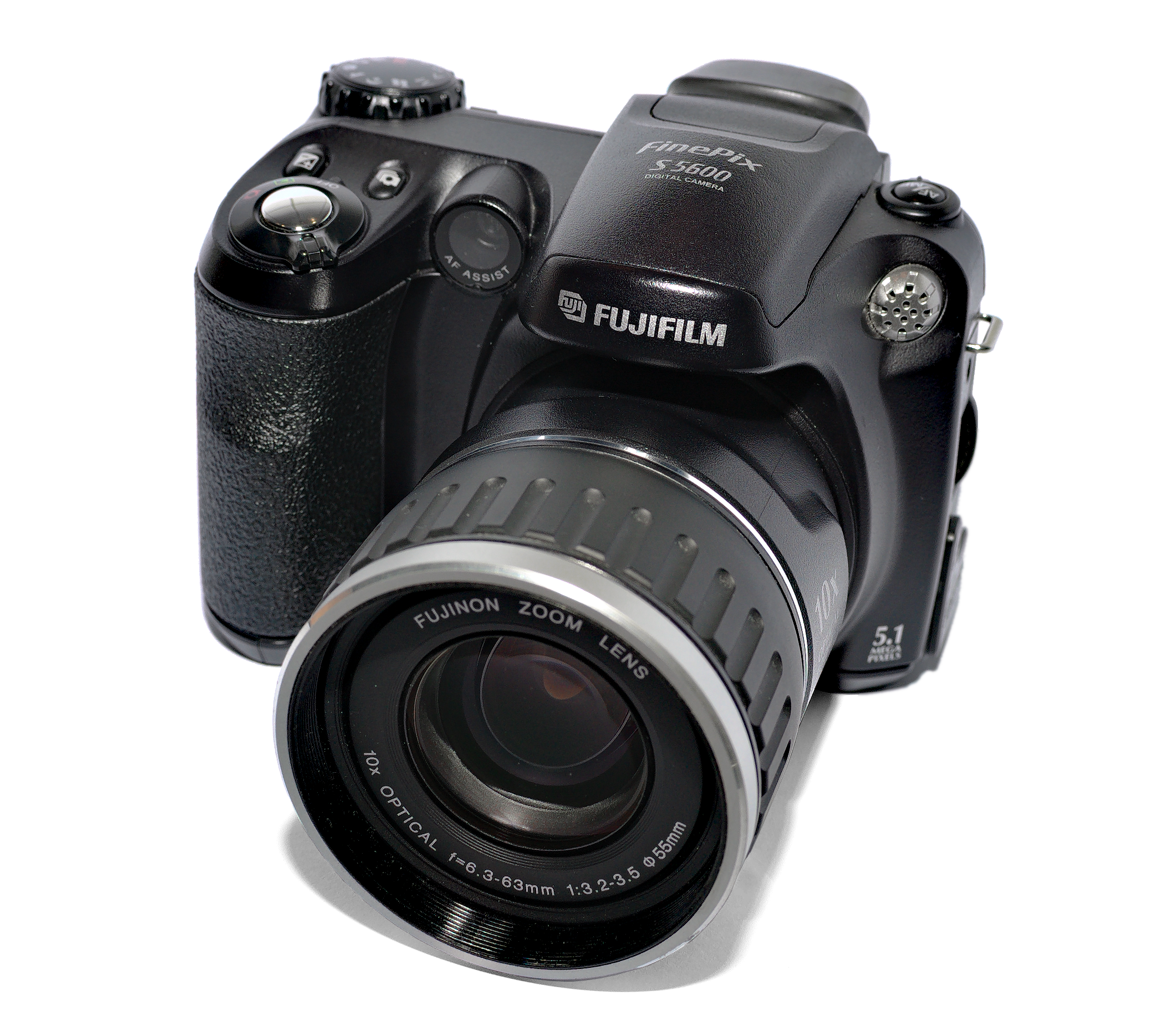
Un Fujifilm FinePix S5600.

Le Fujifilm FinePix S5600 est un appareil photographique numérique.

## Caractéristiques
- Capteur Super CCD HR 1/2,5 pouces, 5,1 Mpx
- Zoom optique 10×, zoom numérique 5,7×
- ISO 64/100/200/400/800/1600
- Mode vidéo : 320×240, 30 images par seconde ; 640×480, 30 images par seconde
- Écran LCD 115 000 pixels, 1,8 pouce
- USB 2.0 High speed

## Particularités de l'appareil
- Vitesse de fonctionnement : Mise en marche en 1,1 seconde, latence au déclenchement de l'obturateur : 0,01 seconde
- Capteur pouvant gérer des sensibilités élevées : 1600 ISO maximum
- Prix très faible : moins de 230 euros